# Црвени цвет
Црвени цвет је југословенски филм, снимљен 1950. године у режији Густава Гаврина.

## Радња
Група југословенских официра краљевске војске, који су заробљени на самом почетку рата одбија да сарађује са Немцима, и тиме искупи своју слободу. Овим чином они доказују своју приврженост и лојалност Народноослободилачкој војсци.

## Улоге
| Глумац                 | Улога                    |
| ---------------------- | ------------------------ |
| Драгомир Фелба         | Раде                     |
| Миливоје Живановић     | Генерал Митровић         |
| Милан Пузић            | Милун                    |
| Бојан Ступица          | Капетан Фукс             |
| Јурица Дијаковић       | Гордан                   |
| Јован Милићевић        | Влада                    |
| Карло Булић            | Коља                     |
| Владан Ђорђевић        | Никола                   |
| Михајло Фаркић         | Динић                    |
| Цане Фирауновић        | Гардијски поручник       |
| Соња Хлебш             | Немица                   |
| Сима Јанићијевић       | Војник                   |
| Драго Макуц            | Рудолф                   |
| Мирко Милисављевић     | Филозоф                  |
| Жарко Митровић         | Макса                    |
| Јован Николић          | Генерал Урош             |
| Драгољуб Петровић      | Јаков                    |
| Никола Јовановић       |                          |
| Миодраг Петровић-Чкаља | Профа                    |
| Бранко Плеша           | Иван                     |
| Салко Репак            | Тодоровић (адвокат)      |
| Зоран Ристановић       | Коста                    |
| Јожа Рутић             | Наредник Курт            |
| Нада Шкрињар           | Словенка                 |
| Петар Словенски        | Тумач                    |
| Данило Срећковић       | Војвода Урош             |
| Виктор Старчић         | Потпредседник            |
| Душан Стефановић       | Генерал Нановић          |
| Милутин Мића Татић     | Војник са хармоником     |
| Млађа Веселиновић      | Млађа (војник)           |
| Киро Винокић           | Барска дама              |
| Стево Жигон            | Блаж                     |
| Зора Златковић         | Рудолфова мајка          |
| Сима Јанићијевић       | Војник                   |
| Столе Аранђеловић      | Официр                   |
| Божидар Дрнић          | Немачки командант логора |
| Риста Ђорђевић         | Риста                    |
| Иван Фогл              | Црнац                    |

Комплетна филмска екипа  ▼
| Редитељ                   | Густав Гаврин       |                                                     |
| Сценариста                | Ото Бихаљи Мерин    | (новела)                                            |
| Сценариста                | Сима Караоглановић  | (адаптација)                                        |
| Композитор                | Алексеј Бутаков     |                                                     |
| Директор фотографије      | Милорад Марковић    |                                                     |
| Mонтажер                  | Војислав Бјењаш     | (као Вања Бјењаш)                                   |
| Сценограф                 | Милан Васић         |                                                     |
| Уметнички директор        | Зоран Зорчић        |                                                     |
| Декоратер сцене           | М. Сарић            |                                                     |
| Одсек за шминку           | Драгица Миливојевић | шминкерка (као Драгица Пласковић)                   |
| Одсек за шминку           | Зорица Рандиц       | шминкерка (као Зорица Јаковљевић)                   |
| Одсек за шминку           | Р. Сегединац        | шминкер                                             |
| Менаџер продукције        | Никола Курилић      | директор филма                                      |
| Менаџер продукције        | Миленко Станковић   | вођа снимања                                        |
| Помоћник режије           | Војислав Бјењаш     | помоћник редитеља (као В. Бјењаш)                   |
| Помоћник режије           | Стојан Ћулибрк      | помоћник редитеља (као С. Ћулибрк)                  |
| Помоћник режије           | Предраг Делибашић   | помоћник редитеља (као П. Делбашић)                 |
| Помоћник режије           | Сава Поповић        | помоћник редитеља (као С. Поповић)                  |
| Уметнички одсек           | Ђура Рашић          | сет дизајнер                                        |
| Одсек за звук             | Драгољуб Гојковић   | асистент тонског сниматеља (као Д. Гојковиц)        |
| Одсек за звук             | Драган Гроздановић  | асистент тонског сниматеља (као Д. Гроздановиц)     |
| Одсек за звук             | Миодраг Недић       | тон мајстор                                         |
| Специјални ефекти         | Душан Живковић      | пиротехничар                                        |
| Одсек за камеру и расвету | Живорад Фијатовић   | пратилац камере (као Ж. Фијатовић)                  |
| Одсек за камеру и расвету | Ирена Марковић      | пратилац камере (као И. Марковић)                   |
| Одсек за камеру и расвету | Милан Милојевић     | техничар за осветљење (као М. Милојевић)            |
| Одсек за камеру и расвету | Арсеније Ровнар     | вођа расвете (као А. Ровнар)                        |
| Одсек за монтажу          | Иван Сокчић         | асистент монтажера                                  |
| Музички одсек             | С. Белавин          | композитор: тематска музика / песма: „Барска песма” |
| Музички одсек             | Р. Блам             | цомпосер: тхеме мусиц / песма: „Црвени цвет”        |
| Музички одсек             | С. Фрајт            | цомпосер: тхеме мусиц / песма: „Плес кломпи”        |
| Музички одсек             | Ђорђе Караклајић    | композитор: тематска музика / песма: „Црнац Џим”    |
| Музички одсек             | Нада Недељковић     | музички уредник (као Н. Пантић)                     |
| Музички одсек             | Живојин Здравковић  | диригент                                            |
| Остала екипа              | Марија Гаврин       | секретар режије (као М. Гаврин)                     |